# Князев, Сергей Степанович
Князев Сергей Степанович (29 марта 1909, Москва — 11 июня 1973, Москва) — советский актёр театра и кино.

## Биография
Родился 29 марта 1909 года в Москве в семье железнодорожного рабочего Степана Ермолаевича Князева и домохозяйки Екатерины Васильевны Князевой.
С 1925 по 1929 годы обучался на драматическом отделении Центрального Техникума Театрального Искусства (ЦЕТЕТИС), сейчас ГИТИС.
Педагоги: Заслуженный деятель Искусств А. П. Петровский, Заслуженный деятель Искусств Б. M. Сушкевич Заслуженная артистка РСФСР С. Г. Бирман.
С 1928 по 1929 — артист подготовительного кадра Государственного академического Малого театра.
С 1929 по 1937 — артист Реалистического театра, где под руководством Н. П. Охлопкова участвует во всех его спектаклях. Являлся одним из первых создателей роли Лимона в спектакле по пьесе «Аристократы» Погодина. После слияния Реалистического театра и Камерного театра Таирова со всей труппой переходит в Камерной театр Таирова.
С 8 сентября 1937 по 25 декабря 1945 — артист в Камерном театре Таирова. Во время Великой Отечественной войны с 22 июля 1941 по 16 октября 1941 являлся руководителем военно-шефской работы и лично участвовал во всех шефских концертах для Красной Армии и госпиталей Москвы, за что награждён медалью «За оборону Москвы». Также был награждён медалью «За доблестный труд в Великой Отечественной войне 1941—1945 гг.». C 16 октября 1941 по 23 октября 1943 вместе с театром находиться в эвакуации в Балхаше и Барнауле. В Барнауле среди прочих, исполнил роль Героя Советского Союза Ильи Стрельцова в спектакле «Небо Москвы». Летом 1942 в составе бригады артистов Камерного театра выезжает на художественное обслуживания фронта. Фронтовикам показывают спектакли «Батальон идет на запад», «Адмирал Нахимов», «Оптимистическая трагедия» и другие. По окончании командировки в действующую армию все артисты бригады получают грамоты от командования армии.
С 26 декабря 1945 года по 11 июня 1973 — артист Московского театра имени Вл. Маяковского. В 1956 году Н. П. Охлопков восстанавливает спектакль «Аристократы» Погодина, поставленный им в 1934 на сцене Реалистического театра. С.С. Князев, как и раньше, исполняет роль Лимона, сыграв её за все время своей актёрской карьеры более 1400 раз. Спектакль выходит на сцене театра около 25 лет.
Ушёл из жизни 11 июня 1973 года. Похоронен на Введенском кладбище в Москве.

## Роли в театре

### ЦЕТЕТИС
- «Седая юность» Бывалого — комсомолец Ваня
- «Бабьи сплетни» Гольдони — Арлекин
- «Человек с портфелем» Файко — Редуткин
- «Расточитель» Лескова — купец Мякишев

### Реалистический театр
- «Третья смена» Ю. В. Болотова — Комсомолец Вася
- «Не было ни гроша, да вдруг алтын» Островского — Елеся
- «Бравый солдат Швейк» Гашека — Швейк
- «Своя семья, или Замужняя невеста» Шаховского, Хмельницкого, Грибоедова — Бирюлькин
- «Разбег» Ставского, Павлюченко — Подкулачник Плакса
- «Мать» Горького — царь, надзиратель, судья
- «Железный поток» Серафимовича — Василий
- «Отелло» Шекспира — Родриго
- «Аристократы» Погодина — Лимон
- «Мечта» Водопьянова — Грохотов

### Камерный театр Таирова
- «Кочубей» Первенцева — Сашко
- «Дума о Британке» Яновского — Рыжий
- «Чертов мост» Толстого — Майк
- «Очная ставка» бр. Тур и Л. Шейнина — портной Харитонов, вузовец Иван Иванович
- «Скупой» Мольера — Жак
- «Адмирал Нахимов» Луковского — Самсоныч
- «Батальон идет на запад» Мдивани — Тураев
- «Небо Москвы» Мдивани — Герой Советского Союза Илья Стрельцов
- «Фронт» Корнейчука — Печенка
- «Дуэнья» («Обманутый обманщик») Шеридана в постановке Сухоцкой — Лопес
- «Оптимистическая трагедия» Вишневского — Вожак
- «Генеральный Консул» бр. Тур и Л. Шейнина — Согрэда

### Театр им. Маяковского
- «Весна в Москве» В. М. Гусева — милиционер
- «Не было ни гроша, да вдруг алтын» А. Н. Островского — Елеся
- «Лёнушка» Л. М. Леонова — Потапыч
- «Молодая гвардия» А. А. Фадеева — Вася Пирожок
- «Таня» А. Н. Арбузова — Генерал, Солдат
- «Великие дни» Н. Е. Вирты — денщик Талбухина
- «Ромео и Джульетта» В. Шекспира — Самсон
- «Три опровержения» В. А. Дыховичного и М. Р. Слободского — судья Гиббс
- «Прага остается моей» Ю. А. Буряковского — дядюшка Скорепа
- «Яблоневая ветка» В. А. Добровольского и Я. В. Смоляка — Матвеич
- «Дорога свободы» Г. Фаста — портной Бедди
- «Откровенный разговор» Л. Г. Зорина — Рыжкин
- «Гроза» А. Н. Островского — 2-й горожанин
- «Легенда о любви» Н. Хикмета — Главный лекарь
- «Гамлет» В. Шекспира — Могильщик
- «Клоп» В. В. Маяковского — отец невесты Давид Осипович
- «Вишневый сад» А. П. Чехова — Епиходов
- «Спрятанный кабальеро» П. Кальдерона — Отаньес
- «Аристократы» Н. Ф. Погодина — Лимон
- «Садовник и тень» Л. М. Леонова — Стрекопытов
- «Кресло № 16» Д. Б. Угрюмова — Куперцев
- «Человек в отставке» А. В. Софронова — Дремов
- «Время любить» Б. С. Ласкина — Фоменко
- «Мамаша Кураж и её дети» Б. Брехта — вербовщик
- «Проводы белых ночей» В. Ф. Пановой — продавец шаров
- «Опасная тишина» А. Л. Вейцлера и А. Н. Мишарина — Николай Николаевич Афонин
- «Золотой конь» Я. Райниса — Толстый барин
- «Перебежчик» А. С. Тур и П. Л. Тур — Судариков
- «Время тревог» А. Б. Чаковского и П. И. Павловского — Петрович
- «Душа поэта» («Таверна Мелоди») Ю. О’Нила — Дан Рош
- «Звонок в пустую квартиру» Д. Б. Угрюмова — Бондаренко
- «Зимняя баллада» А. Л. Вейцлера и А. Н. Мишарина — Копытин

### Прочие роли
- «Укрощение строптивой» Шекспира — Грумио
- «Свои люди сочтемся» Островского — Тишка, Расположинский
- «Платон Кречет» Корнейчука — Бублик, Стёпа
- «Коварство и любовь» Шиллера — Милер, фон Кальб
- «Женитьба Бальзаминова» Островского — Бальзаминов

## Фильмография
1. 1941 — «Первопечатник Иван Фёдоров» — шут
2. 1953 — «Застава в горах» — Василий Петрович, военный врач
3. 1970 — «Зимняя баллада (телеспектакль)» — Копытин
4. 1971 — «12 стульев» — главный редактор газеты «Станок»

## Радиоспектакли
- 1950 — «Прага остается моей» (режиссёр театра В. Н. Власов) — дядюшка Скорепа
- 1959 — «Человек в отставке» (режиссёр театра В. Ф. Дудин) — Дремов, врач
- 1961 — «Время любить» (режиссёр записи А.Платонов) — Егор Андреевич Фоменко
- 1964 — «Мамаша Кураж и её дети» (режиссёр записи М. М. Штраух) — вербовщик
- 1967 — «Василий Верещагин» (режиссёр записи В. А. Дубовская) — Курбатов, денщик Верещагина